# Xã Ortonville, Quận Big Stone, Minnesota
Xã Ortonville (tiếng Anh: Ortonville Township) là một xã thuộc quận Big Stone, tiểu bang Minnesota, Hoa Kỳ. Năm 2010, dân số của xã này là 2.011 người.